# Igor Boraska
Igor Boraska (* 26. September 1970 in Split) ist ein ehemaliger kroatischer Ruderer, der zusammen mit Tihomir Franković und Steuermann Milan Razov 1994 im Zweier mit Steuermann die erste Goldmedaille bei Ruder-Weltmeisterschaften für Kroatien gewann.

## Sportliche Karriere
Boraska, Franković und Razov belegten bei den Weltmeisterschaften 1993 den fünften Platz im Zweier mit Steuermann und hatten dabei etwas über eine Sekunde Rückstand auf das deutsche Boot auf dem dritten Rang. Bei den Weltmeisterschaften 1994 in Indianapolis siegten die Kroaten mit acht Zehntelsekunden Vorsprung auf den italienischen Zweier. 1995 in Tampere belegte Boraska mit dem kroatischen Achter den dreizehnten Platz. Bei den Olympischen Spielen 1996 platzierte er sich mit dem Vierer ohne Steuermann als Sieger des B-Finales auf dem siebten Rang. 
1997 gelang Boraska zusammen mit Tihomir Franković im Zweier ohne Steuermann ein Sieg beim Weltcup in München. Nach zwei fünften Plätzen bei den anderen beiden Weltcup-Regatten belegten die beiden Kroaten bei den Weltmeisterschaften nur den fünften Platz im B-Finale und damit Rang 11 in der Gesamtwertung. Bei den Weltmeisterschaften 1998 in Köln gewannen Denis Boban, Igor Boraska, Tihomir Franković, Siniša Skelin und Steuermann Ratko Cvitanić im Vierer mit Steuermann die Silbermedaille hinter dem australischen Boot. Bei den Weltmeisterschaften 1999 versuchten sich die vier Ruderer ohne ihren Steuermann in der olympischen Bootsklasse Vierer ohne Steuermann für die Olympischen Spiele 2000 zu qualifizieren, was mit dem Erreichen des C-Finales nicht gelang.
In der Saison 2000 gewann der kroatische Achter die erste Weltcup-Regatta. Bei den Olympischen Spielen in Sydney siegten die Briten vor den Australiern, die Kroaten mit Igor Francetić, Tihomir Franković, Tomislav Smoljanović, Nikša Skelin, Siniša Skelin, Krešimir Čuljak, Igor Boraska, Branimir Vujević und Steuermann Silvijo Petriško erhielten die Bronzemedaille. Im Jahr darauf gewann der auf zwei Positionen umbesetzte kroatische Achter mit Oliver Martinov, Damir Vučičić, Tomislav Smoljanović, Nikša Skelin, Siniša Skelin, Krešimir Čuljak, Igor Boraska, Branimir Vujević und Silvijo Petriško bei den Weltmeisterschaften in Luzern die Silbermedaille hinter den Rumänen. 
2002 trat Boraska wieder im Vierer mit Steuermann an, der in der Besetzung Igor Boraska, Oliver Martinov, Ivan Jukic, Ninoslav Saraga und Steuermann Luka Travas bei den Weltmeisterschaften in Sevilla die Bronzemedaille hinter den Briten und den Deutschen erhielt. 2003 saß Boraska im kroatischen Achter, der nach drei A-Final-Teilnahmen im Weltcup bei den Weltmeisterschaften in Mailand nur den neunten Platz belegte. Bei den Olympischen Spielen 2004 in Athen ruderte er im Vierer ohne Steuermann, der aber mit dem letzten Platz im B-Finale nur auf dem zwölften Platz rangierte. Nach zweijähriger Pause kehrte Boraska 2007 noch einmal auf die Regattastrecken zurück, seine einzige Endkampfplatzierung war der fünfte Platz mit dem Achter bei den Europameisterschaften 2008.
Der 1,90 m große Igor Boraska ruderte für HVK Gusar aus seiner Heimatstadt Split.